# Okręg Thonon-les-Bains
Okręg Thonon-les-Bains (fr. Arrondissement de Thonon-les-Bains) – okręg we wschodniej Francji. Populacja wynosi 110 tysięcy.

## Podział administracyjny
W skład okręgu wchodzą następujące kantony:
- Abondance,
- Biot,
- Boëge,
- Douvaine,
- Évian-les-Bains,
- Thonon-les-Bains-Est,
- Thonon-les-Bains-Ouest.